# John Oliver Barres
John Oliver Barres (Larchmont, 20 settembre 1960) è un vescovo cattolico statunitense, dal 9 dicembre 2016 vescovo di Rockville Centre.

## Biografia
Monsignor John Oliver Barres è nato a Larchmont, nello stato di New York, il 20 settembre 1960 ed è il quinto dei sei figli di Oliver Barres e Marjorie (nata Catchpole). I suoi genitori appartenevano alla Chiesa dei Fratelli, una denominazione anabattista. Si sono incontrati alla Yale Divinity School e nel 1955 si sono convertiti al cattolicesimo. Suo padre ha scritto della loro conversione nel libro "One Shepherd, One Flock". Barres è stato battezzato dall'arcivescovo Fulton John Sheen.

### Formazione e ministero sacerdotale
Ha frequentato la Phillips Academy di Andover e poi l'Università di Princeton, dove ha conseguito un Bachelor of Arts in letteratura inglese, e alla School of Business Administration dell'Università di New York, dove nel 1984 ha conseguito un Master in business administration in management.
Entrato in seminario, ha seguito gli studi teologici presso il Theological College dell'Università Cattolica d'America a Washington. Ha ottenuto il baccalaureato in sacra teologia nel 1988 e la licenza in teologia sistematica l'anno successivo.
Il 21 ottobre 1989 è stato ordinato presbitero per la diocesi di Wilmington da monsignor Robert Edward Mulvee. In seguito è stato vicario parrocchiale della parrocchia della Sacra Famiglia a Newark dal 1989 al 1992 e della parrocchia di Santa Elisabetta a Wilmington dal 1992 al 1996. È stato quindi inviato a Roma per approfondire gli studi. Presso la Pontificia Università della Santa Croce ha conseguito nel 1998 la licenza in diritto canonico e l'anno successivo il dottorato in spiritualità con un elaborato intitolato "La spiritualità sacerdotale di Jean-Jacques Olier: la preghiera mentale e la virtù come base per la direzione delle anime". Tornato in diocesi è stato vice-cancelliere vescovile dal 1999 al 2000, cancelliere vescovile dal 2000 al 2009 e parroco della parrocchia del Santo Bambino a Wilmington nel maggio del 2009. Inoltre, è stato membro del consiglio presbiterale, del collegio dei consultori, del consiglio di amministrazione della Conferenza cattolica del Maryland, del consiglio dell'Ospedale San Francesco e del consiglio di amministrazione della Fondazione cattedrale. È stato anche coordinatore dei cappellani istituzionali. Nel 2000 è stato nominato cappellano di Sua Santità e novembre del 2005 prelato d'onore di Sua Santità.
È membro della Società Sacerdotale della Santa Croce, un'associazione della Chiesa cattolica composta di chierici secolari intrinsecamente unita alla prelatura dell'Opus Dei.

### Ministero episcopale
Il 27 maggio 2009 papa Benedetto XVI lo ha nominato vescovo di Allentown. Ha ricevuto l'ordinazione episcopale il 30 luglio successivo nella cattedrale di Santa Caterina da Siena ad Allentown dal cardinale Justin Francis Rigali, arcivescovo metropolita di Filadelfia, co-consacranti il vescovo di Wilmington William Francis Malooly e il vescovo emerito della stessa diocesi Michael Angelo Saltarelli. Durante la stessa celebrazione ha preso possesso della diocesi.
Come vescovo di Allentown, monsignor Barres era il leader spirituale di oltre 276 000 cattolici della Lehigh Valley e della contea di Berks. È stato anche il primo vescovo diocesano di Allentown che in precedenza non proveniva dall'arcidiocesi di Filadelfia.
Nel dicembre del 2011 ha compiuto la visita ad limina.
Il 9 dicembre 2016 papa Francesco lo ha nominato vescovo di Rockville Centre. Ha preso possesso della diocesi il 31 gennaio successivo.
In seno alla Conferenza dei vescovi cattolici degli Stati Uniti è presidente della commissione per il culto divino e membro del comitato per l'evangelizzazione e la catechesi. Il 13 dicembre 2013, l'arcivescovo Joseph Edward Kurtz, presidente della Conferenza, lo ha chiamato a succedere al cardinale Francis Eugene George come delegato episcopale per le Pontificie Opere Missionarie negli Stati Uniti.
Oltre all'inglese, parla correntemente italiano, francese e spagnolo.

## Polemica sulla gestione dei casi di abuso sessuale
Nell'agosto del 2018, monsignor Barres è stato citato in un rapporto del grand jury della Pennsylvania e accusato di non aver rimosso un sacerdote dal ministero attivo dopo accuse credibili di cattiva condotta sessuale quando era vescovo di Allentown. Sebbene non sia stato accusato di molestie su bambini, il grand jury sostiene che abbia coperto le molestie di due ragazzi, di 12 e 13 anni, compiute dallo stesso prete, padre Michael S. Lawrence. Si sostiene inoltre che non sia stato rimosso un altro sacerdote dal ministero dopo accuse credibili di cattiva condotta. Nel 2011 monsignor Thomas J. Benestad è stato accusato di aver costretto un ragazzo negli anni '80 a praticargli del sesso orale mentre successivamente eseguiva rapporti orali sul ragazzo. Secondo il rapporto del gran giurì "[...] la diocesi riferì l'accusa all'ufficio del procuratore distrettuale della contea di Northampton, che [...] trovò le accuse della vittima credibili". Non sono state presentate accuse perché il limite di prescrizione era scaduto. Una risposta di monsignor Barres alla relazione del grand jury riguardante la gestione dei casi di Lawrence e Benestad è pubblicata online.

## Genealogia episcopale e successione apostolica
La genealogia episcopale è:
- Cardinale Scipione Rebiba
- Cardinale Giulio Antonio Santori
- Cardinale Girolamo Bernerio, O.P.
- Arcivescovo Galeazzo Sanvitale
- Cardinale Ludovico Ludovisi
- Cardinale Luigi Caetani
- Cardinale Ulderico Carpegna
- Cardinale Paluzzo Paluzzi Altieri degli Albertoni
- Papa Benedetto XIII
- Papa Benedetto XIV
- Papa Clemente XIII
- Cardinale Enrico Benedetto Stuart
- Papa Leone XII
- Cardinale Chiarissimo Falconieri Mellini
- Cardinale Camillo Di Pietro
- Cardinale Mieczysław Halka Ledóchowski
- Cardinale Jan Maurycy Paweł Puzyna de Kosielsko
- Arcivescovo Józef Bilczewski
- Arcivescovo Bolesław Twardowski
- Arcivescovo Eugeniusz Baziak
- Papa Giovanni Paolo II
- Cardinale Justin Francis Rigali
- Vescovo John Oliver Barres

La successione apostolica è:
- Arcivescovo Richard Garth Henning (2018)
- Vescovo Luis Miguel Romero Fernández, M.Id. (2020)

## Araldica
| Stemma | Titolare                                       | Descrizione |
|        | John Oliver Barres Vescovo di Rockville Centre | Lo stemma episcopale è composto da uno scudo, con le sue cariche (simboli), un rotolo con il motto e gli ornamenti esterni. Lo scudo, che è la caratteristica centrale e più importante di qualsiasi dispositivo araldico, è descritto con termini del XII secolo che sono arcaici al nostro linguaggio moderno. Questa descrizione è fatta come se fosse fatta dal portatore con lo scudo indossato sul braccio. Quindi, dove si applica, i termini destro e sinistro sono invertiti quando il dispositivo viene visto dal davanti. Secondo la tradizione araldica ecclesiastica dei paesi anglosassoni, lo stemma del vescovo è impalato con quello della diocesi a simboleggiare la relazione tra l'uomo e l'ufficio che ricopre. Lo stemma della diocesi è composto da quattro sezioni di colori blu e oro alternati. Esse rappresentano le due contee, Nassau e Suffolk, che costituiscono il territorio della diocesi. Nel quarto superiore è posta la testa di un agnello per onorare l'innocenza verginale di Sant'Agnese, titolare della cattedrale di Rockville Centre. Negli altri tre quarti sono presenti tre conchiglie di capesante di colore alternato a quello del campo. Le conchiglie ricordano particolarmente l'eredità delle tredici tribù di indiani Algonchini che originariamente abitavano l'area che ora è Long Island e che impiegavano i gusci di conchiglie in molti modi. Il bordo ondulato in argento del disegno indica che la diocesi è un'isola. Al centro dello stemma si trova un tondo nero con tre rocce argento che ricordano sia lo stemma di papa Pio XII, che ha eretto la diocesi nel 1957, che il nome della sede episcopale "rock-ville center". Per il suo stemma episcopale monsignor Barres ha mantenuto il disegno che aveva adottato al momento della sua elezione a ricevere la pienezza del Sacerdozio di Cristo come vescovo. Le barre rosse e argentate ricordano il cognome della famiglia del vescovo, "Barres". L'antenato migrante del vescovo, Jacob Barres, proveniva dalla Prussia e si stabilì nella contea di Lehigh nel 1852. L'aquila blu con l'aureola è il simbolo di San Giovanni apostolo ed evangelista, il patrono del nome battesimale del vescovo. Le chiavi incrociate esprimono simbolicamente la dedizione e la fedeltà del vescovo alla Sede di Pietro e al Santo Padre. Questo elemento è presente anche nello stemma del suo predecessore nella sede di Allentown, monsignor Edward Peter Cullen. Il delfino è tratto dallo stemma di San John Fisher, mentre la rosa rappresenta San Tommaso Moro. Papa Giovanni Paolo II, nel 2000 con un motu proprio, dichiarò San Tommaso Moro, patrono degli uomini di Stato, dei politici e degli avvocati. Entrambi questi santi, uno un prelato e l'altro un laico, furono martiri della Fede e rimasero fedeli alla Chiesa e alla Santa Sede. I loro simboli sono raffigurati in rosso per indicare il loro martirio. Come motto il vescovo Murphy ha scelto l'espressione "Holiness and mission". Esso deriva da una frase dell'ultima sezione dell'enciclica Redemptoris Missio scritta da papa Giovanni Paolo II nel 1990, intitolata "Il vero missionario è il santo". Lo stemma è completato con gli ornamenti esterni che sono una croce processionale episcopale d'oro, posta dietro allo scudo e che si estende sopra e sotto lo stesso e un cappello ecclesiastico chiamato galero, con sei nappe in tre file su entrambi i lati dello scudo. Queste sono le insegne araldiche di un prelato del grado di vescovo come da disposizione della Santa Sede del 31 marzo 1969. |